# Emerald Fennell
Emerald Fennell (født 1. oktober 1985) 
er en engelsk skuespillerinde, forfatter, instruktør og producent. Hun optrådte i periodedramafilm som Albert Nobbs (2011), Anna Karenina (2012), Den danske pige (2015) og Vita og Virginia (2018).
Hun modtog bredere anerkendelse for sine hovedroller i BBC Ones dramaserie Jordmoderen (2013-17) og Netflixs dramaserie The Crown (2019-20).
Fennell er også kendt som showrunner i sæson to af BBC Americas thrillerserie Killing Eve (2019) der gav hende to nomineringer til Primetime Emmy Award. Hun fik yderligere anerkendelse for at have skrevet, instrueret og produceret thrillerfilmen Promising Young Woman hvor hun modtog nomineringer til Oscar for bedste film og bedste instruktør og vandt prisen for bedste manuskript
Hun er den første britiske kvinde der har været nomineret til en Oscar for bedste instruktør.